# Jules Armana
Jules Armana (* 1986) ist ein deutsch-französischer Theater- und Filmschauspieler.

## Biographie
Jules Armana wuchs zweisprachig in Paris auf und stammt von italienisch-ägyptischen Vorfahren. Seine schauspielerische Ausbildung absolvierte er in Paris (unter anderem bei Ariane Mnouchkine, Michelle Kokosowski und Stanislas Nordey), in Berlin, London, Dänemark, Polen, und New York.
Seit 2009 arbeitet er im Film und beim Theater in Frankreich, Deutschland und England.

## Theater
- 2009: Schuld und Sühne, Rolle: Raskolnikov. Theatre de L’Odeon . Paris
- 2010: Die Glasmenagerie, Rolle: Jim. Neighborhood Playhouse . New York
- 2011: Fundstücke, Rolle: Herr Arndt. Grips Theater Berlin
- 2012: Dantons Tod, Rolle: Hérault Séchelles. Bat Berlin
- 2013: S'ENGAGER, Rolle: Albert Camus und Michel Vinaver. Theaterfestival Avigon
- 2015: Refuges are welcome, Rolle: Mohammed, Francois, John. Soho Theatre, London
- 2015: 3 Putes, Rolle: Yvan. Cockpit Theatre, London
- 2016: Undercover. Arcola Theatre, London
- 2017: Thought to Flesh. Network Theatre/Welcome Trust, London
- 2017: Sleepers, Rolle: George. Young Vic Theatre, London
- 2017: Dead Souls. Young Vic Theatre, London
- 2017: Biting the Bullet, Rolle: Simon. Bread and Roses Theatre, London
- 2017: Agitprop für Alle, Deutschlandtournee
- 2017: Place to be. Rosemary Branch Theatre, London
- 2017: The Salon, Rolle: Dele. Rosemary Branch Theatre, London
- 2020 Orange Beetle. Arthaus Berlin

## Filmografie (Auswahl)
- 2010: Schloss Einstein (Kinder- und Jugendserie) (Folgen 625–635)
- 2010: Aufstehen Vergessen (Kurzfilm)
- 2010: Verzinkt (Kurzfilm)
- 2011: Artisten (Kinofilm)
- 2011: Notruf Hafenkante (Fernsehserie, Folge Goldfisch)
- 2011: Dr. Ketel – Der Schatten von Neukölln (Kinofilm)
- 2011: The Cloud (Kurzfilm)
- 2012: Die Männer der Emden (Kinofilm)
- 2012: Mutter muss weg (Fernsehfilm)
- 2013: Meet me in Montenegro (Kinofilm)
- 2013: A Quintet (Kinofilm)
- 2014: Un Village Français – Überleben unter deutscher Besatzung (Un Village Français, Fernsehserie, 2 Folgen)
- 2014: Meier Müller Schmidt (Kinofilm)
- 2014: Bitter (Fernsehserie/Dänemark)
- 2015: Tag der Wahrheit (Fernsehfilm/ARTE)
- 2016: Romantically Challenged (Serienpilot/UK)
- 2016: SS-GB (Fernsehserie/BBC)
- 2017: Flora (Kunstfilm/Biennale Venice)
- 2020: Die verlorene Tochter (Fernsehserie)
- 2021: Blackout (Fernsehserie)
- 2021 Dragunov (Kinofilm)